# ممشى الحبيب بورقيبة
ممشى الحبيب بورقيبة (بالفرنسية: Esplanade Habib-Bourguiba) هو ممشى يقع في حي غرو كاييو في الدائرة السابعة في باريس.

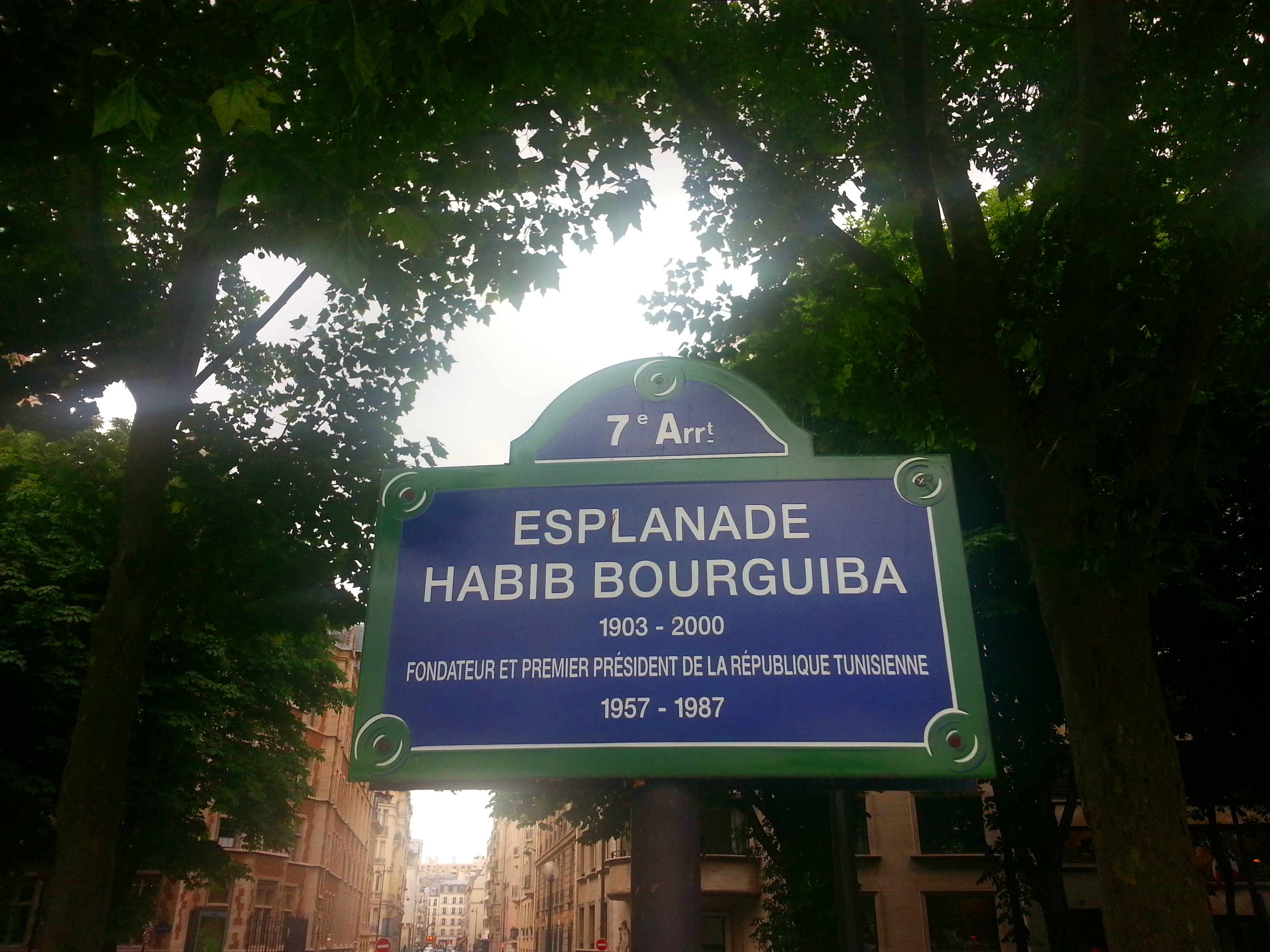
ممشى الحبيب بورقيبة

## التاريخ
اُسس الممشى في منطقة كي دورساي تخليدا لذكرى الرئيس التونسي الأسبق الحبيب بورقيبة. في 2013 وضع تمثال نصفي لبورقيبة. لكن التمثال وقع تخريبه عبر طليه برذاذ أحمر في مطلع 2014.